# Dave Thomas (programmeur)
Pour les articles homonymes, voir Thomas et Dave Thomas.
Dave (David) Thomas est programmeur, éditeur et auteur. Il est très impliqué dans la communauté Ruby et a coécrit plusieurs livres sur ce langage.